# 駿河國
駿河國（日语：〔〕／ Suruganokuni */?），日本古代的令制國之一，屬東海道，又稱駿州。倒幕後的明治時期，駿府被改稱靜岡，而在1871年的廢藩置縣推行下，駿河國大部分被納入現今的靜岡縣，領域約為静岡縣的中部及東北部。

## 郡
- 駿東郡（旧称：駿河郡）
- 富士郡
- 庵原郡
- 安倍郡
- 有渡郡
- 志太郡
- 益津郡

## 相關項目
- 日本令制國列表